# Hertog van Teck

Wapen van de "Hertogen van Teck"

Hertog van Teck is een Duitse adellijke titel, gedragen door leden van het huis Zähringen en het huis Württemberg. De titel ontleent zijn naam aan kasteel Teck in Zuid-Duitsland.

## Hertogen van Teck 1187-1439
De oorspronkelijke hertogen van Teck waren een tak van het huis Zähringen en leefde van 1187 tot 1439. Adalbert, zoon van hertog Koenraad I van Zähringen, erfde van zijn vader de bezittingen rond kasteel Teck, tussen Kirchheim en Owen. Na de dood van zijn broer Berthold in 1186, noemde Adalbert zich hertog van Teck.
In de 13e eeuw ontstonden de takken Teck-Oberndorf en Teck-Owen. De tak Teck-Oberndorf stierf uit in 1363 en erfgenaam Frederik van Teck-Owen verkocht hun bezittingen in 1374 aan graaf Rudolf III van Hohenberg.
De linie Teck-Owen verwierf in 1365 de heerlijkheid Mindelheim. In 1386 zag hertog Frederik IV zich wegens financiële problemen gedwongen het stamland rond kasteel Teck aan de graven van Württemberg te verkopen. Met Lodewijk van Teck, van 1412 tot zijn dood patriarch van Aquileia, stierf de titel hertog van Teck uit in 1439.

## Hertogen van Teck 1495-1871
In 1495 werd graaf Everhard V van Württemberg door keizer Maximiliaan I verheven tot hertog van Württemberg. Tevens werd hij met de titel hertog van Teck beleend. Deze werd door zijn nakomelingen echter niet of nauwelijks gebruikt tot in de 19e eeuw, ook niet toen Württemberg in 1806 een koninkrijk werd.

## Hertogen van Teck 1871-1917
In 1835 sloot Alexander van Württemberg, een achterneef van koning Frederik I van Württemberg, een morganatisch huwelijk met gravin Claudine Rhédey de Kis-Rhéde. Door dit huwelijk verloor hun oudste zoon Frans zijn rechten op de Württembergse troon en dit verkleinde zijn kansen op een goede huwelijkspartner. Koning Willem I van Württemberg beleende hem, om meer aanzien te krijgen, met de titel prins van Teck. Het bleek te werken, want in 1866 trouwde hij met Mary Adelaide van Cambridge, kleindochter van koning George III van het Verenigd Koninkrijk. Ze kregen vier kinderen, waaronder de latere koningin Mary.
In 1871 kreeg Frans de titel hertog van Teck van koning Karel van Württemberg. In 1877 werd hij zelfs prins van Württemberg. Na zijn dood werd hij door zijn zoon Adolf opgevolgd als hertog van Teck.
In 1917 deed Adolf in navolging van zijn zwager koning George V van het Verenigd Koninkrijk afstand van zijn Duitse titels en nam de achternaam Cambridge aan. Hiermee stierf de titel hertog van Teck uit.